# إيلين بينيت ويتينجستال
إيلين بينيت ويتينجستال (بالإنجليزية: Eileen Bennett Whittingstall)‏ مواليد 16 يوليو 1907 في لندن - الوفاة 18 أغسطس 1979، كانت لاعبة كرة مضرب بريطانية. كما أنها إحدى بطلات الجراند سلام.

## النهائيات

### الفردي (الوصافة 2)
| الحصيلة | السنة | البطولة                   | الأرضية | المنافس    | النتيجة  |
| ------- | ----- | ------------------------- | ------- | ---------- | -------- |
| الوصافة | 1928  | دورة رولان غاروس الدولية  | ترابية  | هيلين ويلز | 1–6, 2–6 |
| الوصافة | 1931  | البطولة الوطنية الأمريكية | عشبية   | هيلين ويلز | 4–6, 1–6 |

### الزوجي (الألقاب 3, الوصافة 2)
| الحصيلة | السنة | البطولة                  | الأرضية | الشريك           | المنافس                     | النتيجة  |
| ------- | ----- | ------------------------ | ------- | ---------------- | --------------------------- | -------- |
| الفوز   | 1928  | دورة رولان غاروس الدولية | ترابية  | فويب هولكروفت    | سوزان ديف سيلفي جونغ هنروتن | 6–0, 6–2 |
| الوصافة | 1928  | ويمبلدون                 | عشبية   | إرمينترودي هارفي | بيغي ميشل فويب هولكروفت     | 2–6, 3–6 |
| الفوز   | 1931  | دورة رولان غاروس الدولية | ترابية  | بيتي ناتال       | سيلي أوسيم إليزابيث ريان    | 9–7, 6–2 |
| الفوز   | 1931  | البطولة الأمريكية        | عشبية   | بيتي ناتال       | هيلين جاكوبز دوروثي راوند   | 6–2, 6–4 |
| الوصافة | 1932  | دورة رولان غاروس الدولية | ترابية  | بيتي ناتال       | إليزابيث ريان هيلين ويلز    | 1–6, 3–6 |

### الزوجي المختلط (الألقاب 3, الوصافة 1)
| الحصيلة | السنة | البطولة                  | الأرضية | الشريك     | المنافس                           | النتيجة       |
| ------- | ----- | ------------------------ | ------- | ---------- | --------------------------------- | ------------- |
| الفوز   | 1927  | البطولة الأمريكية        | عشبية   | هنري كوشيه | هازل هوتشكيس وايتمان رينيه لاكوست | 6–2, 6–0, 6–3 |
| الفوز   | 1928  | دورة رولان غاروس الدولية | ترابية  | هنري كوشيه | هيلين ويلز فرانسيس هنتر           | 6–2, 6–3      |
| الفوز   | 1929  | دورة رولان غاروس الدولية | ترابية  | هنري كوشيه | هيلين ويلز فرانسيس هنتر           | 6–3, 6–2      |
| الوصافة | 1930  | دورة رولان غاروس الدولية | ترابية  | هنري كوشيه | سيلي أوسيم بيل تيلدن              | 4–6, 4–6      |

## الخط الزمني للفردي
مفتاح
| ف | ن | ن.ن | ر.ن | د# | د.م | ل | أ.أ | ت | غ | ب | ف | ذ | م.خ | ل.ت |

(ف) فاز بالبطولة (ن) وصل النهائي (ن.ن) نصف النهائي (ر.ن) ربع النهائي (د#) الأدوار الأربعة الأولى (د.م) دور المجموعات (ل) شارك في كأس ديفيز (أ.أ) خرج من الأدوار الاولى (ت) خسر التصفيات التأهيلية (غ) غاب عن الحدث أو البطولة (ب) حصل على ميدالية برونزية (ف) حصل على ميدالية فضية (ذ) حصل على ميدالية ذهبية (م.خ) بطولة الماسترز خُفضت إلى مرتبة أقل (ل.ت) البطولة لم تعقد في السنة المعينة.
لتجنب الارتباك وازدواجية الحساب، يتم تحديث هذه المعلومات إما في نهاية البطولة، أو عندما تكون مشاركة اللاعب في البطولة قد انتهت.
| الدورة             | 1925  | 1926  | 1927  | 1928  | 1929  | 1930  | 1931  | 1932  | 1933  | 1934  | 1935  | إجمالي ف/م |
| ------------------ | ----- | ----- | ----- | ----- | ----- | ----- | ----- | ----- | ----- | ----- | ----- | ---------- |
| البطولة الأسترالية | غ     | غ     | غ     | غ     | غ     | غ     | غ     | غ     | غ     | غ     | غ     | 0 / 0      |
| البطولة الفرنسية   | غ     | غ     | ن.ن   | ن     | ن.ن   | د2    | د2    | ر.ن   | ر.ن   | غ     | غ     | 0 / 7      |
| بطولة ويمبلدون     | د1    | د2    | د3    | ر.ن   | د4    | د2    | د4    | ر.ن   | د4    | د2    | د4    | 0 / 11     |
| البطولة الأمريكية  | غ     | غ     | د3    | غ     | غ     | غ     | ن     | غ     | غ     | غ     | غ     | 0 / 2      |
| م.ف                | 0 / 1 | 0 / 1 | 0 / 3 | 0 / 2 | 0 / 2 | 0 / 2 | 0 / 3 | 0 / 2 | 0 / 2 | 0 / 1 | 0 / 1 | 0 / 20     |

- إجمالي ف / م = إجمالي الفوز والمشاركة